# Faye Glenn Abdellah
Faye Glenn Abdellah (New York, 13 maart 1919 - 24 februari 2017) was een Amerikaans verpleegkundige en een pionier in verpleegkunde-onderzoek. In 1974 werd ze de eerste verpleegkundige officier in de Verenigde Staten die de rang van een tweesterren-rear admiral ontving. Haar onderzoek heeft bijgedragen aan het veranderen van de focus van de theorie van de verpleegkunde van een op de ziekte gerichte aanpak naar een op de patiënt gerichte aanpak.

## Biografie
Faye Glenn Abdellah werd in 1919 geboren in New York en behaalde een diploma verpleegkunde aan de Ann May School of Nursing en vervolgens een masterdiploma en doctoraat aan de Columbia-universiteit.
Dr. Abdellah trad in 1949 in dienst bij de Amerikaanse dienst voor volksgezondheid waar ze diende als plaatsvervangend Surgeon General, de eerste verpleegster en de eerste vrouw die dit werd. Ze was een veteraan in de Koreaanse Oorlog en kreeg vijf Distinguished Service Medals. Toen ze in 1989 met pensioen ging, werd ze de eerste decaan van de Uniformed Services University of the Health Sciences Graduate School of Nursing in Bethesda. Haar bijdragen aan de volksgezondheid en de verpleegkundetheorie leidden ertoe dat ze in 2000 opgenomen werd in de National Women's Hall of Fame. Ze ging in 2002 met pensioen bij de USU.
Haar meer dan 150 publicaties, waaronder haar baanbrekende werken Better Nursing Care Through Nursing Research en Patient-Centered Approaches to Nursing, veranderden de focus van verpleegkundetheorie van een ziekte-gecentreerde naar een patiënt-gecentreerde aanpak zodat de praktijk van de verpleegkunde niet enkel naar de patiënt maar ook naar de zorg voor gezinnen en ouderen werd uitgebreid. Haar Patient Assessment of Care Evaluation-methode om de gezondheidszorg te evalueren, is nu de standaard voor de natie en haar ontwikkeling van de eerste geteste Coronary care unit heeft duizenden levens gered.
Abdellah creëerde een typologie van eenentwintig aandachtsgebieden voor de verpleegkundige. Deze problemen waren verdeeld in drie klassen: 
1. Fysieke, sociologische en emotionele behoeften van de patiënt.
2. Verschillende soorten interpersoonlijke relaties tussen verpleegkundige en patiënt.
3. Gemeenschappelijke elementen van patiëntenzorg.

Abdellay overleed in februari 2017 op 97-jarige leeftijd.

## Onderscheidingen en prijzen
- 2012: Opname in de American Nurses Association Hall of Fame
- 2000: Opname in de National Women's Hall of Fame[1]
- 1994: Living Legend, American Academy of Nursing[3]